# Три тополя на Плющихе
«Три то́поля на Плющи́хе» — советский чёрно-белый мелодраматический фильм режиссёра Татьяны Лиозновой по рассказу Александра Борщаговского «Три тополя на Шаболовке».

## Сюжет
В Москву из деревни продавать домашнюю ветчину приезжает замужняя женщина и мать двоих детей Нюра. И первый, кто ей встречается — московский водитель такси, который должен подвезти её к золовке, живущей возле кафе «Три тополя» на Плющихе. Она — не унывающая, не таящая зла и лёгкая по характеру, симпатичная провинциальная молодая женщина. Он — строгий и порядочный, выдержанный и притом смелый, интеллигентный городской мужчина. Эта случайная и очень значимая для обоих встреча сближает прежде незнакомых друг другу людей и заставляет их по-новому посмотреть на свою жизнь, однако продолжения этого знакомства не случается.
В фильме героиня Татьяны Дорониной поёт песню Александры Пахмутовой «Нежность», очень популярную в те годы. В финале фильма эта песня, ставшая его главной музыкальной темой, звучит по радио в исполнении Майи Кристалинской.

## В ролях
- Татьяна Доронина — Нюра (Анна Григорьевна)
- Олег Ефремов — Саша, московский водитель такси
- Вячеслав Шалевич — Гриша, муж Нюры, бакенщик
- Валентина Телегина — Федосья Ивановна
- Николай Смирнов — дядя Егор
- Алевтина Румянцева — Нина, сестра Григория, золовка Нюры
- Виктор Сергачёв — жених Нины
- Георгий Светлани — пастух
- Валентин Печников — водитель грузовика
- Хикмат Латыпов — дедушка Садык из Ташкента
- Анна Волгина — мать Григория
- Николай Гладков — отец Григория
- Алексей Миронов — пассажир
- Валя Белых — Галя, дочь Нюры
- Яков Ленц — старичок в очереди в кинотеатре
- Николай Юдин — пассажир в очках

## Съёмочная группа
- Режиссёр-постановщик: Татьяна Лиознова
- Сценарист: Александр Борщаговский
- Оператор-постановщик: Пётр Катаев
- Художник-постановщик: Сергей Серебреников
- Композитор: Александра Пахмутова

## Создание
Изначально фильм должен был называться, как и рассказ, «Три тополя на Шаболовке». Тем не менее в конце 1960-х годов слово Шаболовка уже прочно ассоциировалось с телевидением, и это могло помешать восприятию фильма зрителем. По словам Борщаговского:

Фильм ставила очень талантливый и сильный кинорежиссёр Татьяна Лиознова. Как все (или почти все) киношники, она хотела оставить в фильме как можно меньше от сочинителя, писателя. С удивительной настойчивостью она хотела назвать фильм по-своему. Для меня это ровным счётом не имело никакого значения — и Шаболовка, и Плющиха — московские уголки. В принципе не будучи слишком покорным, тут — я согласился: «Пожалуйста, Танечка!» Она была счастлива этой малостью. А потом это кино стало чем-то, от меня не зависящим…
Фильм снимался недалеко от Плющихи, в доме № 5 на Ростовской набережной в настоящей квартире, хозяева которой на время уступили её съёмочной группе, съехав на дачу. Герой Олега Ефремова ожидает Нюру в 6-м Ростовском переулке, этот переулок выходит на Плющиху. В переулке специально для фильма была выстроена декорация кафе «Три тополя». Железнодорожная станция, с которой героиня уезжает в Москву, снималась на станции города Зарайска, закрытой незадолго до съёмок для пассажирского сообщения. Место киносъёмки деревенских сцен — деревня Смедово.

## Награды
Фильм получил первую премию на кинофестивале в Мар-дель-Плата (1969) и приз Всесоюзного кинофестиваля в Минске (1970).

## Колоризированная версия
17 марта 2011 года на DVD и Blu-Ray вышла цветная версия фильма. Изначально она должна была быть представлена публике 26 апреля 2011 года, но из-за кончины актёра Михаила Козакова премьеру было решено перенести, и в конечном итоге была показана в эфире Первого канала 12 июня по случаю праздника Дня России.

## Упоминания в других произведениях
В фильме «Джентльмены удачи» Гаврила Петрович (Хмырь) на стадионе произносит фразу «Торчим тут у всех на виду, как три тополя на Плющихе!». Впоследствии название фильма стало крылатой фразой, иронически обозначая ярко выделяющуюся тройку людей или предметов на фоне остальной местности.
В музыкальном телефильме «Старые песни о главном 2» также была аллюзия на фильм «Три тополя на Плющихе». В одном из эпизодов таксист (Сергей Мазаев) везёт пассажирку (Татьяна Буланова) на Плющиху, а она поёт для него песню «Нежность».